# Makedonski simboli
Simbol naroda predstavlja, vrsto oznake ali emblema, s katero se posameznik predstavi kot pripadnik določenega naroda. 

## Narodni simboli

### Sonce
Sonce je za Makedonce narodni simbol, ki si ga predstavljajo kot simbol svobode in simbol domovine. Legenda pravi, da je v nekem kraljestvu živel Perdik, bil je sluga tamkajšnjem kralju. Kralj mu je zadal nalogo, ki jo je Perdik uspešno opravil in ga vprašal, kaj si želi za nagrado. Perdik je s prstom pokazal na sonce, želel si je svobodo. Kralj je njegovo prošnjo uslišal. Perdik je nato ustvaril rajski vrt in mu nadel ime Makedonija,(Make-Don-Ija: Mati - Boginja - zemlja, makedonsko: Dom na božicata majka - Dom matere boginje, zaradi dobrot ki jih je prinašala zemlja, podobno kot danes mati narava), kateri je kasneje prerasel v kraljestvo Makedon, simbol kraljestva pa je bilo sonce kot simbol svobode. Sonce je bilo simbol makedonskega kraljestva vse do njegovega propada. Simbol je v srednjem veku uporabljal tudi car Samuel, kar so pokazala arheološka odkritja v njegovi utrdbi v Ohridu.

### Makedonski lev
Makedonski lev, kot simbol velja za enega najstarejših v Evropi, ki je tudi danes viden kot kulturni simbol Makedoncev. Znastveniki potrjujejo, da je lev v antiki živel na področjih mediterana. Lov na leve je bil pri tedanjih Makedoncih zelo priljublen, kar dokazujejo različni viri, tako v literaturi kot v umetnosti (mozaiki, slike, kipi). Makedonski kralji so se zelo pogosto prekrivali z levjo kožo, levjo glavo so postavljali na svoje bojne čelade in konje. Po bitki pri Hajroneji so kot simbol zmage postavili kip leva (stoji še danes). Lev je prav tako krasil simbol sonca na kraljevih zastavah. Uporabljan je bil tudi v srednjem veku kot simbol Makedonije, kar je vidno v heraldičnih zapisih v Bologni od 15. do 18. stoletja. V prvi polovici 20.stoletja je lev tudi simbol borcev za samostojno Makedonijo. Zlati lev je bil tudi predložen za državni grb Republike Makedonije, ki pa je naletel na nasprotovanje socialističnih strank, Albancev in Bolgarije.
Kot neuradni, toda masovno uporabljen simbol Makedoncev, sta:
- 16 krako zlato sonce (makedonsko: Sonce od Kutleš), ki je bilo odkrito na grobnici Filipa drugega v Vergini (makedonsko:Kutleš) in je bilo simbol Makedonske kraljevske dinastije Argejcev. Simbol je bil na rdeči osnovi tudi zastava republike Makedonije med letoma 1991 - 1995.
- grb z zlatim levom na rdečem ščitu, ki je bil simbol srednjeveške Makedonije in tudi uradna zastava Ilindenske vstaje.

Oba simbola se uporabljata na kulturnih prireditvah, športnih dogodkih, protestih in masovno s strani Makedonskih izseljencev. Oba simbola sta splošno sprejeta kot narodni simbol Makedoncev.